# Ахмет Муминовић
Ахмет Муминовић (Горњи Вакуф, 1945 – Сарајево, 24. јануар 2019) био је југословенски и босанскохерцеговачки илустратор, цртач стрипова и новинар.

## Биографија
Рођен је 1945. године у Горњем Вакуфу. Сликањем, илустровањем и цртањем стрипова бавио се од дјетињства. Гимназију је завршио у Бугојну, а студије историје у Сарајеву. Прву самосталну изложбу имао је као гимназијалац, другу као студент, а први стрип је објавио 1968. у Малим новинама. Један је од покретача листа Препород у којем је 1970. остварио и прво запослење. Године 1972. почиње да ради као ликовни и технички уредник Малих новина, гдје остаје све до рата 1992.
Био је најпродуктивнији цртач стрипова и сликовница у Босни и Херцеговини. Објављивао је у Шведској, Финској, Француској, Шпанији, Турској и Кини. Током рата је био ангажован као ратни новинар, уређивао је лист који је, на иницијативу војних власти сам покренуо Ратни глас–Република БиХ. Пред крај 1995., у Истанбулу приређује велику изложбу слика, са које сав приход упућује у хуманитарне сврхе. Послије рата ради као главни уредник и директор дјечије и омладинске штампе, Малих новина и Веселе свеске. У дневном листу Аваз годинама ради веома запажену рубрику, посебно у дијаспори, Знамења Босне и Херцеговине.
Први стрип који је урадио звао се Николино. Радња овог стрипа дешавала се крајем 17. вијека. Главни ликови били су дубровчанин Николино и његов пријатељ и водич турчин Емир. Две епизоде овог стрипа објављене су у Малим Новинама а наредних седам је објављено у форми дневних каишева у Ослобођењу. У часопису Исламске заједнице Препород почиње да ради 1970. као графички уредник. Због овог му је отказана сарадња са Малим новинама и његови стрипови више нису објављивани у СР БиХ. Муминовић је своју сарадњу понудио Политикином Забавнику. Накнадно је 1972. поново од стране тадашњег уредника Алексе Микића позван на сарадњу са Малим новинама, али је услов био да прекине сарадњу са Препородом. Због веза са Исламском заједницом Муминовић је и привођен од стране милиције јер се сумњало да има везе са Младим муслиманима, чијим припадницима су почела суђења.
Урадио је и десетак епизода стрипованих биографија од по четири табле (Његош, Губец, Караџић, Руђер Бошковић...) за Политикин Забавник (1971). Његов наредни стрип био је Том против растурача дроге који је објављен у Вечерњим новостима. Услиједили су аранжмани са новосадским Дневником гдје је радио на стриповима Лун, краљ поноћи и Велики Блек (четири епизоде). Често му је у раду на стриповима помагала и његова супруга Зекира Муминовић. Још од ране младости, датира њихова љубав и професионална сарадња. Ахмет би скицирао и цртао, а госпођа Муминовић би бојила тушем и финализирала.
У Стрип забавнику дуго је излазила серија под називом Моја домовина која је говорила о занимљивостима из СФРЈ. На сличан начин, са по три слике у каишу обрадио је и старе занате, који су били објављивани у тадашњој ревији САМ. Ту серију су касније преузели издавачи из СР Њемачке. За Мале новине Муминовић је нацртао неколико епизода стрипа Курир Раде, гдје је описао судбину једног дјечака у рату на веома реалистички начин. Муминовић је за овај стрип био и сценариста.
Средином седамдесетих Ахмет и Зекира нашли су се пред великим изазовом. Добили су наруџбу за стрип Отписани који би требао да буде попут истоимене серије која је тада емитована. Стрип је требало да се заврши у кратком року док је серија још емитована.
| „ | Једини сам ја могао заједно са супругом направити 500 страна за годину дана. Сваки дан сам поред свог посла знао нацртати најмање једну страну. То нису могли други. Зато сам потписао уговор на тадашњих 11 милиона динара, а за те паре могао се купити стан на Маријин Двору | ” |

 Стрип Отписани објављен је у 15 свески.
Муминовић је био аутор и једног од најуспјешнијих стрипова бивше Југославије - Валтер брани Сарајево. Овај стрип, Муминовић, је нацртао средином осамдесетих у три свеске. Стрип се темељио на истоименом филму режисера Хајрудина Крвавца. Стрип је своју премијеру имао на Београдском сајму књиге, гдје су га примјетили издавачи из Кине који су одмах откупили права за овај стрип. Са овим стрипом је направљен и преседан у Кини, наиме ово је био први стрип објављен на кинеском језику који је имао "облачиће" са дијалозима. Стрип је продан у тиражу од 8 милиона примјерака.
Преминуо је у Сарајеву, а сахрањен је, 24. јануара 2019. на гробљу Влаково.